# رود تالاچولیتنا
رود تالاچولیتنا (به انگلیسی: Talachulitna River) رودی است که در ایالات متحده آمریکا جریان دارد.